# 안동 청성서원
안동 청성서원(安東 靑城書院)은 경상북도 안동시 풍산읍 막곡리에 있는 서원이다. 1985년 8월 5일 경상북도의 문화재자료 제33호 '청성서원'으로 지정되었다가, 2017년 5월 15일 경상북도의 기념물 제175호 '안동 청성서원'으로 재지정되었다.

## 개요
송암 권호문(1532∼1587)을 추모하는 서원이다.
권호문은 조선 선조(재위 1567∼1608) 때의 문인이며 학자로 평생을 자연에 묻혀 살았는데, 덕망이 높아서 찾아오는 문인들이 많았다.
선조 41년(1608)에 세운 이 서원은 광해군 4년(1612)에 선생의 위패를 모시고 제사를 지내다가, 영조 43년(1767)에 지금 있는 자리로 옮겨 세웠다. 고종 5년(1868)에 흥선대원군의 서원철폐령으로 철거되었다가 그 뒤 1909년 도내 유림들의 뜻에 따라 옛터에 복원하였다.
서원 안에는 강당, 동재·서재, 정도문, 청풍사, 전사청, 신문 등 모두 7동의 건물이 있다.
이 서원에서는 해마다 2월과 8월에 제사를 지내고 있다.

## 참고 자료
- 안동 청성서원 - 국가유산청 국가유산포털
- 청성서원 - 한국서원연합회